# Threshold (musikalbum)
Threshold är ett musikalbum av den svenska gruppen Hammerfall. Det är gruppens sjätte studioalbum och släpptes 18 oktober 2006. Albumet producerades av Charlie Bauerfiend.

## Låtförteckning
1. "Threshold" (Dronjak/Cans) – 4:43
2. "The Fire Burns Forever" (Dronjak/Cans) – 3:20
3. "Rebel Inside" (Dronjak) – 5:32
4. "Natural High" (Dronjak/Cans) – 4:13
5. "Dark Wings, Dark Words" (Dronjak/Cans) – 5:01
6. "Howlin' With the 'Pac" (Dronjak/Cans) – 4:04
7. "Shadow Empire" (Dronjak/Cans/Elmgren) – 5:13
8. "Carved in Stone" (Dronjak/Cans) – 6:10
9. "Reign of the Hammer" (Elmgren) – 2:48
10. "Genocide" (Dronjak/Cans/Elmgren) – 4:41
11. "Titan" (Dronjak/Cans) – 4:24

## Singel
- Natural High

## Musiker
- Joacim Cans - sång
- Oscar Dronjak - Gitarr
- Stefan Elmgren - Gitarr
- Magnus Rosén - Elbas
- Anders Johansson, - trummor